# Fuiste mía
"Fuiste mía" é uma canção da dupla argentina MYA e da dupla estadunidense Ha*Ash. Foi lançado pela Sony Music Argentina em 25 de fevereiro de 2021 como single.

## Antecedentes e composição
MYA anunciou o single em 22 de fevereiro de 2021, junto com das meninas do Ha*Ash. A dupla estadunidense andavam sumidas do mercado desde o álbum 30 de febrero (2017) e o En vivo  (2019). "Fuiste mía" foi escrito por Maxi Espindola, Agustín Bernasconi, Esteban Noguera e Andy Clay. O single  foi produzida pela equipe Mapache.

## Vídeo musical
O videoclipe de "Fuiste mía" foi lançado em 25 de fevereiro de 2021. Foi dirigido por Martin Seipel e filmado na Buenos Aires, Argentina (MYA), e Houston, Estados Unidos (Ha*Ash).

## Desempenho nas tabelas musicais
| Tabela musical (2021)             | Maior posição |
| --------------------------------- | ------------- |
| Argentina (Billboard Hot 100)     | 74            |
| Argentina (Monitor Latino)        | 15            |
| Estados Unidos (LyricFind Global) | 11            |
| Estados Unidos (LyricFind U.S)    | 9             |

## Histórico de lançamento
| Região       | Data                    | Formato          | Gravadora            | Ref.  |
| ------------ | ----------------------- | ---------------- | -------------------- | ----- |
| Mundialmente | 25 de fevereiro de 2021 | Digital download | Sony Music Argentina | [ 1 ] |